# グラデーション (漫画)
『グラデーション』は、たておか夏希による日本の漫画作品。
『なかよしデラックス』（講談社）にて1990年3月号から同年6月号まで連載された。全4話。単行本は同社の講談社コミックスなかよしより全1巻。

## 書誌情報
- たておか夏希 『グラデーション』 講談社〈講談社コミックスなかよし〉、1991年5月9日第1刷発行、ISBN 4-06-178687-3
  - 表題作のほか、読み切り作品「いつもの二重奏」が同時収録されている。